# کانکورو کودو
کانکورو کودو (به ژاپنی: 宮藤官九郎، Kankurō Kudō) (زادهٔ ۱۹ ژوئیهٔ ۱۹۷۰) فیلم‌نامه‌نویس، نمایش‌نامه‌نویس، کارگردان و هنرپیشه اهل ژاپن است.